# Cross Roads (Teksas)
Cross Roads – miasto w Stanach Zjednoczonych, w stanie Teksas, w hrabstwie Denton.